# Puchar Europy Mistrzyń Krajowych siatkarek (1974/1975)
Puchar Europy Mistrzyń Krajowych 1975 – 15. sezon Pucharu Europy Mistrzyń Krajowych rozgrywanego od 1960 roku, organizowanego przez Europejską Konfederację Piłki Siatkowej (CEV) w ramach europejskich pucharów dla żeńskich klubowych zespołów siatkarskich "starego kontynentu".

## Drużyny uczestniczące
- Partizan Rijeka
- ZAON Nea Kifissia
- Eczacıbaşı Stambuł
- Värnamo Volley
- Hapoel HaOgen
- Valdianala Scandicci
- SL Benfica
- SC Uni Bazylea
- Post Wiedeń
- Dinamo Moskwa
- VGH VGH Van Houten
- Hermes Oostende
- Lewski-Spartak Sofia
- Płomień Milowice
- USC Münster
- Nim-Se Budapeszt
- Rapid Bukareszt
- SC Dynamo Berlin
- Ruda Hvezda Praga

## Rozgrywki

### Runda wstępna
| Data       | Drużyna 1          | Wynik | Drużyna 2            | Sety                    |
| ---------- | ------------------ | ----- | -------------------- | ----------------------- |
|            | Partizan Rijeka    |       | ZAON Nea Kifissia    |                         |
|            | Partizan Rijeka    |       | ZAON Nea Kifissia    |                         |
|            |                    |       |                      |                         |
| 15.11.1974 | Eczacıbaşı Stambuł | 3:0   | Värnamo Volley       | 15:9, 15:5, 15:9        |
| 23.11.1974 | Eczacıbaşı Stambuł | 3:0   | Värnamo Volley       | 16:14, 15:1, 15:11      |
|            |                    |       |                      |                         |
|            | Hapoel HaOgen      | :     | Valdianala Scandicci |                         |
|            | Hapoel HaOgen      | :     | Valdianala Scandicci |                         |
|            |                    |       |                      |                         |
|            | SL Benfica         | :     | Dunfurmline          |                         |
|            | SL Benfica         | :     | Dunfurmline          |                         |
|            |                    |       |                      |                         |
| 16.11.1974 | Uni Bazylea        | 3:0   | Post Wiedeń          | 15:9, 15:5, 15:9        |
| 23.11.1974 | Uni Bazylea        | 3:1   | Post Wiedeń          | 15:7, 13:15, 15:6, 15:2 |

### Runda 1/8
| Data       | Drużyna 1            | Wynik | Drużyna 2            | Sety                     |
| ---------- | -------------------- | ----- | -------------------- | ------------------------ |
|            | Dinamo Moskwa        |       | wolny los            |                          |
|            |                      |       |                      |                          |
| 05.01.1975 | VGH Van Houten       | 3:0   | Uni Bazylea          | 15:7, 15:2, 15:4         |
| 12.01.1975 | VGH Van Houten       | 3:1   | Uni Bazylea          | 15:2, 10:15, 15:4, 15:11 |
|            |                      |       |                      |                          |
| 11.01.1975 | Hermes Ostende       | 0:3   | Lewski-Spartak Sofia | 5:15, 7:15, 6:15         |
| 12.01.1975 | Hermes Ostende       | 0:3   | Lewski-Spartak Sofia | 6:15, 11:15, 9:15        |
|            |                      |       |                      |                          |
| 04.01.1975 | Płomień Milowice     | 3:0   | USC Münster          |                          |
| 11.01.1975 | Płomień Milowice     | 3:2   | USC Münster          |                          |
|            |                      |       |                      |                          |
| 04.01.1975 | SL Benfica           | 0:3   | Nim-Se Budapeszt     |                          |
| 11.01.1975 | SL Benfica           | 0:3   | Nim-Se Budapeszt     | 0:15, 3:15, 4:15         |
|            |                      |       |                      |                          |
|            | Valdianala Scandicci | :     | Rapid Bukareszt      |                          |
|            | Valdianala Scandicci | :     | Rapid Bukareszt      |                          |
|            |                      |       |                      |                          |
| 04.01.1975 | SC Dynamo Berlin     | 3:0   | Partizan Rijeka      |                          |
|            | SC Dynamo Berlin     | :     | Partizan Rijeka      |                          |
|            |                      |       |                      |                          |
| 04.01.1975 | Ruda Hvezda Praga    | 3:0   | Eczacıbaşı Stambuł   | 15:2, 15:0, 15:5         |
| 11.01.1975 | Ruda Hvezda Praga    | 3:0   | Eczacıbaşı Stambuł   | 15:5, 15:6, 15:2         |

### Ćwierćfinał
| Data       | Drużyna 1        | Wynik | Drużyna 2            | Sety                            |
| ---------- | ---------------- | ----- | -------------------- | ------------------------------- |
| 09.02.1975 | VGH Van Houten   | 1:3   | Dinamo Moskwa        | 10:15, 15:11, 11:15, 2:15       |
|            | VGH Van Houten   | :     | Dinamo Moskwa        |                                 |
|            |                  |       |                      |                                 |
| 10.02.1975 | Płomień Milowice | 3:2   | Lewski-Spartak Sofia | 10:15, 3:15, 15:11, 15:6, 15:11 |
|            | Płomień Milowice | 1:3   | Lewski-Spartak Sofia | 2:15, 9:15, 15:13, 4:15)        |
|            |                  |       |                      |                                 |
| 08.02.1975 | Nim-Se Budapeszt | 3:0   | Valdagna Scandicci   |                                 |
|            | Nim-Se Budapeszt | 3:0   | Valdagna Scandicci   | walkower                        |
|            |                  |       |                      |                                 |
| 09.02.1975 | SC Dynamo Berlin | 3:1   | Ruda Hvezda Praga    | 15:12, 15:10, 15:8              |
| 16.02.1975 | SC Dynamo Berlin | 3:0   | Ruda Hvezda Praga    |                                 |

### Turniej finałowy
Katania
Tabela
| Lp. | Drużyna              | Pkt | Mecze | Mecze | Mecze | Sety | Sety | Sety  |
| Lp. | Drużyna              | Pkt | M     | W     | P     | wyg. | prz. | ratio |
| --- | -------------------- | --- | ----- | ----- | ----- | ---- | ---- | ----- |
| 1   | Dinamo Moskwa        | 6   | 3     | 3     | 0     | 9    | 0    | MAX   |
| 2   | Lewski-Spartak Sofia | 5   | 3     | 2     | 1     | 6    | 4    | 1.500 |
| 3   | Nim-Se Budapeszt     | 4   | 3     | 1     | 2     | 4    | 8    | 0.500 |
| 4   | SC Dynamo Berlin     | 3   | 3     | 0     | 3     | 2    | 9    | 0.222 |

Wyniki
| Data       | Drużyna 1            | Wynik | Drużyna 2            | Sety             |
| ---------- | -------------------- | ----- | -------------------- | ---------------- |
| 07.03.1975 | Dinamo Moskwa        | 3:0   | Nim-Se Budapeszt     |                  |
| 07.03.1975 | Lewski-Spartak Sofia | 3:    | SC Dynamo Berlin     |                  |
|            |                      |       |                      |                  |
| 08.03.1975 | Dinamo Moskwa        | 3:0   | SC Dynamo Berlin     |                  |
| 08.03.1975 | Lewski-Spartak Sofia | 3:1   | Nim-Se Budapeszt     |                  |
|            |                      |       |                      |                  |
| 09.03.1975 | Nim-Se Budapeszt     | 3:2   | SC Dynamo Berlin     |                  |
| 09.03.1975 | Dinamo Moskwa        | 3:0   | Lewski-Spartak Sofia | 15:8, 15:4, 15:2 |

## Klasyfikacja końcowa
| Miejsce | Drużyna              |
| ------- | -------------------- |
| złoto   | Dinamo Moskwa        |
| srebro  | Lewski-Spartak Sofia |
| 3.      | Nim-Se Budapeszt     |
| 4.      | SC Dynamo Berlin     |